# Komunistična partija Kitajske
Komunistična partija Kitajske (Čungguo Gongčandang, 中国共产党) je stranka, ki vodi Ljudsko republiko Kitajsko od njene ustanovitve leta 1949. Ustanovljena je bila leta 1921 in je z več kot 63 milijoni članov največja politična stranka na svetu. Njena politika se je skozi zgodovino večkrat spremenila, od revolucionarne levice Mao Zedonga pa do novih načel socializma s kitajskimi značilnostmi, ki jih je uveljavil Deng Šjaoping.
Trenutni generalni sekretar stranke in s tem najvplivnejši človek v državi je Ši Džinping.

## Struktura

### Vsedržavni kongres
Vsedržavni kongres Komunistične partije Kitajske je glavni organ KPK, ki se odvija vsakih pet let v Veliki dvorani ljudstva v Pekingu.

### Centralni odbor
Centralni odbor, ko Vsedržavni kongres ni zasedan, predstavlja najvažnejši organ Partije.

### Lokalne in organizacije na prvem nivoju
Partija ima v vsaki upravni delitvi Kitajske predstavniške oddelke.

### Komisije za disciplinske inšpekcije
Partija ima na vsakem nivoju komisije za disciplinske inšpekcije kot garanti partijske ustave.

### Mladinski odsek
Zveza kitajske komunistične mladine je glavna mladinska veja Komunistične partije Kitajske.

## Dirigenti partije

### Predsedniki Centralnega odbora
- Čen Dušju (1921-1927)
- Mao Cetung (1945-1976)
- Hua Guofeng (1976-1981)
- Hu Jaobang (1981-1982)

Od leta 1982 namesto predsednika Centralnega odbora je generalni sekretar.

### Generalni sekretarji
- Deng Šjaoping (1956-1966)
- Hu Jaobang (1980-1987)
- Džao Dzijang (1987-1989)
- Džjang Dzemin (1989-2002)
- Hu Džintao (2002-2012)
- Ši Džinping (od 2012)